# Abraham Iris
De Abraham Iris was een tweezits tour-vliegtuig, geproduceerd in Frankrijk in de begin jaren 30. Hij werd in twee verschillende versies geleverd, De Iris I, met een Hispano-Suiza motor van 75 kW (100 pk), en de Iris II, met een Renault motor. De Iris was een conventionele hoogdekker, met een netjes afgedekte motor. 

## Specificaties (Iris II)
- Bemanning: 1 piloot
- Capaciteit: 1 passagier
- Lengte: 6,87 m
- Spanwijdte: 9,80 m
- Hoogte: 2,50 m
- Vleugeloppervlak: 15 m²
- Leeggewicht: 467 kg
- Beladen gewicht: 760 kg
- Max takeoff gewicht:
- Max snelheid: 180 km/h
- Bereik: 400 km
- Plafond:
- Motoren: 1× Renault 4Pb, 71 kW (95 pk)